# Bisq
BISQ je otevřený (nepatří žádné společnosti), multiplatformní software zdarma, který umožňuje přímý nákup a prodej bitcoinů (BTC) na decentralizované síti P2P (peer-to-peer) bez závislosti na (placených) zprostředkovatelích nebo burzách. BISQ je pod licencí GNU Affero General Public License v3.0.

## Použití
Anonymní, decentralizované obchodování s bitcoinem bez účasti (komerčních) třetích stran.